# Ллойд, Фрэнк (режиссёр)

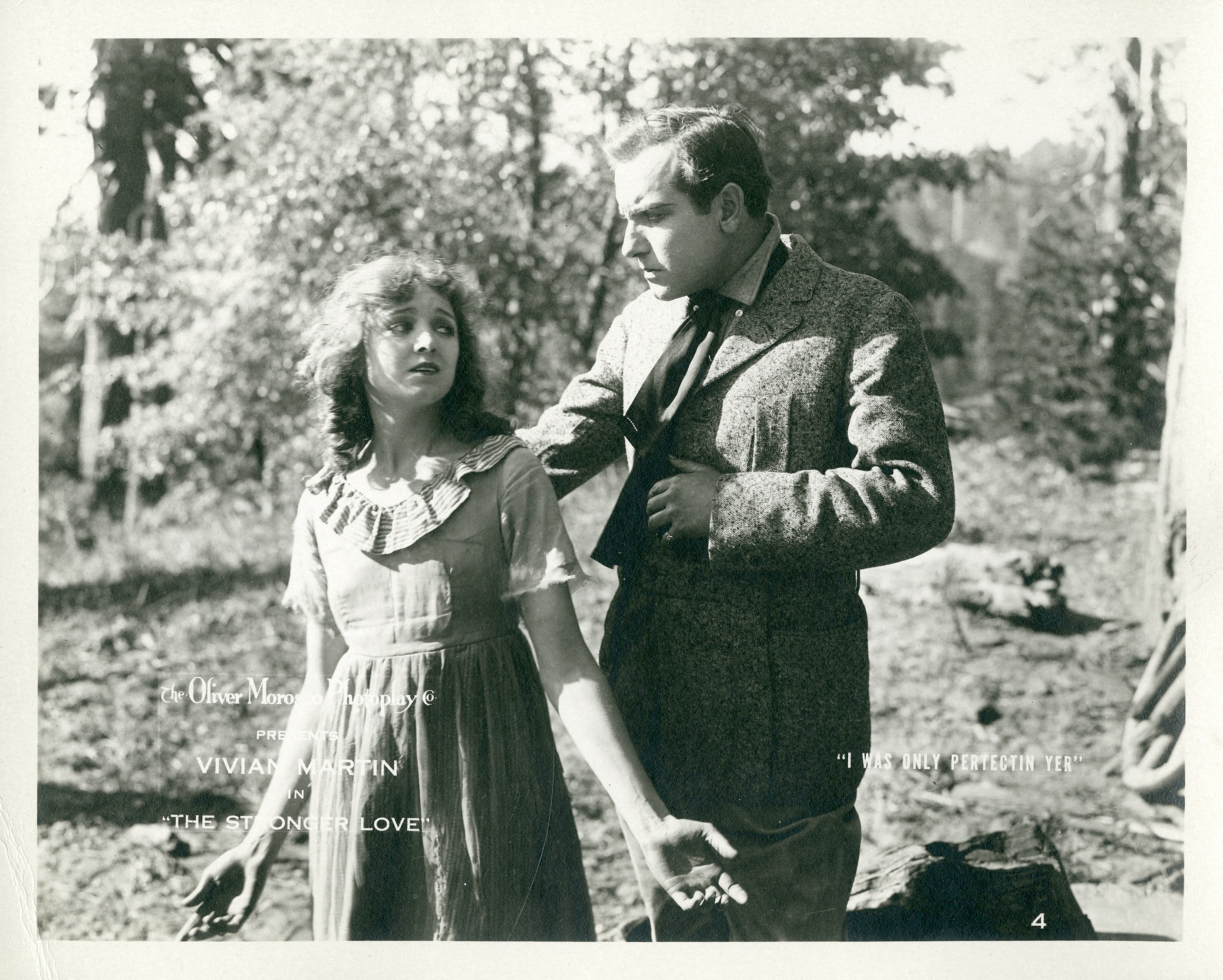
С Вивиан Мартин в фильме «Более сильная любовь» (1916)

Фрэнк Ллойд (англ. Frank Lloyd; 2 февраля 1886, Глазго, Ланаркшир — 10 августа 1960, Санта-Моника, Калифорния) — американский кинорежиссёр, сценарист и актёр. Был одним из основателей Академии кинематографических искусств и наук США и её президентом с 1934 по 1935 год.

## Биография
Фрэнк Ллойд родился в Шотландии в 1886 году. В юношеском возрасте начал выступать на театральной сцене в Англии. Позже эмигрировал в США. Карьеру в кино начал с 1913 года в качестве актёра, ежегодно снимаясь в десятках фильмов. С 1914 года пробует себя в качестве режиссёра и выпускает к началу 1920-х годов не менее 50 картин, большей частью (по стандартам этого этапа кинематографа) короткометражных. В 1922 году выпустил полнометражную экранизацию романа Чарльза Диккенса «Приключения Оливера Твиста», которая сделала звездой Лона Чейни и укрепила популярность Джеки Кугана — уже легендарного «Малыша» Чарли Чаплина. В 1923 году выпустил картину «Чёрный бык» (англ. Black Oxen) с юной и набирающей популярность Кларой Боу. В 1926 году выходит фильм «Морской орёл» (англ. The Eagle of the Sea), до настоящего времени остающийся образчиком приключенческого кино.
В 1929 году Фрэнк Ллойд, единственный в истории американского кино, был номинирован на премию Оскар в категории Лучший режиссёр сразу за три фильма, соревнуясь фактически не только с Лайонелом Берримором и Эрнстом Любичем, но и сам с собой. Победа досталась «Божественной леди» (англ. The Divine Lady). В 1933 году режиссёр снял фильм «Кавалькада», который получил премию киноакадемии в номинациях Лучший фильм, Лучшая режиссура и Лучшая работа художника-постановщика. В 1935 году выходит один из лучших приключенческих фильмов Фрэнка Ллойда «Мятеж на „Баунти“».
В 1955 году Фрэнк Ллойд снимает фильм с символичным названием «Последний приказ» (англ. The Last Command) и прекращает творческую деятельность. За продолжительную карьеру режиссёр снял более 130 кинокартин.

## Избранная фильмография
| Год  |   | Русское название     | Оригинальное название | Роль                     |
| ---- | - | -------------------- | --------------------- | ------------------------ |
| 1920 | ф | Женщина в комнате 13 | The Woman in Room 13  | режиссёр                 |
| 1921 | ф | История двух миров   | A Tale of Two Worlds  | режиссёр                 |
| 1922 | ф | Оливер Твист         | Oliver Twist          | режиссёр                 |
| 1923 | ф | Чёрный бык           | Black Oxen            | режиссёр, автор сценария |
| 1924 | ф | Морской ястреб       | The Sea Hawk          | режиссёр                 |
| 1926 | ф | Морской орёл         | The Eagle of the Sea  | режиссёр                 |
| 1929 | ф | Обуза                | Drag                  | режиссёр                 |
| 1929 | ф | Утомлённая река      | Weary River           | режиссёр                 |
| 1929 | ф | Божественная леди    | The Divine Lady       | режиссёр                 |
| 1931 | ф | Ист Линн             | East Lynne            | режиссёр                 |
| 1933 | ф | Кавалькада           | Cavalcade             | режиссёр                 |
| 1933 | ф | Шумиха               | Hoop-la               | режиссёр                 |
| 1935 | ф | Мятеж на „Баунти“    | Mutiny on the Bounty  | режиссёр                 |
| 1937 | ф | Девушка Салема       | Maid of Salem         | режиссёр                 |
| 1943 | ф | Вечность и один день | Forever and a Day     | один из 7 режиссёров     |
| 1954 | ф | Шанхайская история   | The Shanghai Story    | режиссёр                 |
| 1955 | ф | Последний приказ     | The Last Command      | режиссёр                 |